# Список об'єктів, названих на честь Ісаака Ньютона
Існує кілька математичних та фізичних об'єктів, названих на честь Ісаака Ньютона:

## Теореми
- Теорема Ньютона — Лейбніца
- теореми Ньютона і Айворі стверджують, що потенціал зарядженого металевого еліпсоїда дорівнює константі всередині еліпсоїда і постійний на конфокальних йому об'ємних еліпсоїдах
  - теорема Ньютона — Айворі — Арнольда про алгебраїчність поверхневих потенціалів
- Теорема Ньютона — Сільвестра
- Теорема Ньютона про трансцендентність інтегралів
- Теорема Ньютона про локальну неалгебраїчність
- теорема Ньютона про неінтегрованість плоских овалів
- Теорема Ньютона (планіметрія) — 2 різні теореми.

## Закони
- Закон в'язкості Ньютона
- Закони Ньютона у механіці:
  - Закон інерції (перший)
  - Другий закон Ньютона
  - Третій закон Ньютона
  - Закон всесвітнього тяжіння Ньютона
- Закон Ньютона  — Ріхмана тепловіддачі

## Рівняння
- Рівняння Ньютона — диференціальні рівняння, одержувані із законів Ньютона, зокрема:
  - рівняння руху, які випливають з другого закону Ньютона
  - рівняння еволюції температури із закону Ньютона — Ріхмана

## Формули
- Біном Ньютона
- Інтерполяційні формули Ньютона
- Формула Ньютона — Лейбніца, див. Теорема Ньютона — Лейбніца
- Формули Ньютона — Жірара, див. Тотожності Ньютона для симетричних багаточленів .
- Формула Ньютона — Сімпсона.

## Константи
- Гравітаційну постійну називають постійною Ньютона

## Методи
- Метод Лаврентьєва — Ньютона
- Метод Ньютона — вирішення рівнянь. Його модифікації:
  - Метод Ньютона — Рафсона
  - Алгоритм Гауса — Ньютона
- Метод Ньютона — Котеса — обчислення інтегралів.
- Метод Ньютона — Канторовича

## Астероїди
- (662) Ньютонія
- (8000) Ісаак Ньютон
- (2653) Принципія названий на честь фундаментальної праці Ньютона — " Математичні початки натуральної філософії "

## Інше
- Басейни Ньютона
- Градус Ньютона
- Кільця Ньютона
- Колиска Ньютона
- Медаль Ісаака Ньютона
- Ньютонівський потенціал
- Ньютонівська рідина
- Ньютонівська механіка
- Ньютон (одиниця виміру)
- Ньютоній — гіпотетичний хімічний елемент
- Пік Ньютона — гірська вершина, найвища точка архіпелагу Шпіцберген
- Телескоп Ньютона
- Многогранник Ньютона